# Megalostrata raptor
Megalostrata raptor is een spinnensoort uit de familie van de loopspinnen (Corinnidae).
De wetenschappelijke naam van de soort werd in 1866 als Hypsinotus raptor gepubliceerd door Ludwig Carl Christian Koch.